# 揖斐川町立春日小学校
揖斐川町立春日小学校（いびがわちょうりつ かすがしょうがっこう）は、かつて岐阜県揖斐郡揖斐川町にあった公立小学校。
児童数の減少（2024年度は9名）もあり、2025年（令和7年）3月31日に揖斐川町立小島小学校に統合され廃校。

## 通学区域
- 通学区域は春日六合、春日香六、春日小宮神、春日川合、春日中山、春日美束であり、公立中学校の進学先は揖斐川町立揖斐川中学校である[2]。

## 沿革
- 1985年（昭和60年）
  - 3月 - 小学校統合推進委員会が春日村村議会内に設置される.
  - 10月 - 春日村内の小学校（六合小学校、中央小学校、中央小学校古屋分校、美束小学校）の統合が決定する。
- 1986年（昭和61年）4月1日 - 春日村立春日小学校として開校。校舎は旧・中央小学校校舎を使用。
- 1989年（平成元年）9月 - 新校舎建設のため校舎を取り壊すと同時に校地を拡張する工事を行う。その間、旧・六合小学校校舎を仮校舎とする。
- 1992年（平成4年）12月 - 新校舎（鉄筋コンクリート造3階建）が完成。
- 1993年（平成5年）1月 - 全児童が新校舎での授業を開始。
- 1993年（平成5年） - 体育館が完成。
- 2005年（平成17年）1月31日 -  揖斐川町、谷汲村、春日村、久瀬村、藤橋村、坂内村が合併し揖斐川町が発足。同時に揖斐川町立春日小学校に改称する。
- 2025年（令和7年）
  - 3月9日 - 閉校記念式典を開催[3]。
  - 3月31日 - 廃校[1][3]